# Crash Boys
Crash Boys (Originaltitel: 3 supermen a Santo Domingo) ist ein Abenteuerfilm aus dem Jahr 1986, den Italo Martinenghi inszenierte. Der Nachzügler der 3 Supermen-Filme wurde im deutschen Sprachraum im Dezember 1987 auf Video erstveröffentlicht. Auch in Italien gelangte er nicht in die Kinos.

## Handlung
FBI-Captain Brad Scott wird beauftragt, mit seinen alten Freunden – ihnen gemein ist die Fähigkeit, sich bei Gefahr in Supermänner verwandeln zu können – das massenhafte Auftreten von Falschgeld zu verhindern. Mit der hübschen Daja gelangen sie nach Santo Domingo, wo das Hauptquartier der Fälscher vermutet wird. Nach Prügeleien und Gefängnisaufenthalten können sie den Fälschern – Russen unter Führung des Oberst Tamiroff – die Apparatur entwenden, die zum Drucken benötigt wird. Gegen alle Feinde, zu denen auch die Verräterin Daja gehört, können die Supermänner den Falschgeldhandel ein für alle Mal unterbinden.

## Kritik
Christian Keßler bezeichnet den Film als „so schlecht, daß man gelegentlich seine Augen auswechseln muß, da die alten komplett unbrauchbar geworden sind.“ Das Lexikon des internationalen Films ist dagegen milde: „Prügelfreudiger Actionfilm mit gequält humorigen Einlagen“.

## Bemerkungen
In der deutschen Version wird Daniel Stephen von Elmar Wepper und der in seiner Rolle stotternde Sal Borgese von Randolf Kronberg gesprochen.